# پروین بابی
پروین بابی (انگلیسی: Parveen Babi; ۴ آوریل ۱۹۵۴ – ۲۰ ژانویهٔ ۲۰۰۵) یک هنرپیشه و مدل اهل هند بود. پروین بابی شمایل فریبنده ای در سبک سالهای ۱۹۷۰ بود از فیلم‌ها یا برنامه‌های تلویزیونی که وی در آن نقش داشته‌است می‌توان به مجبور اشاره کرد. بابی در بیش از ۵۰ فیلم هندی، از جمله در فیلمی به نام «دیوار» در سال ۱۹۷۵ در نقش اصلی بازی کرده‌است. در این فیلم وی در نقش زنی ظاهر شد که پشت پا به قراردادهای سنتی زده بود و بی باکانه در برابر دوربین فیلمبرداری سیگار می‌کشید یا شراب می‌نوشید، در حالی که این کارها در آن زمان برای یک زن تابو و بدور از سنت‌های جامعه شمرده می‌شد. او اولین بازیگر هندی بود که عکسش بر روی جلد مجلهٔ آمریکایی تایم رفت. روزنامه‌های هندی شایعاتی مبنی بر ارتباط عاطفی او با بیش از یک بازیگر را مطرح کردند. پروین بابی محافل سینمایی را متهم کرد به این که خبر جنون و دیوانگی او را در رسانه‌های جمعی هند منتشر می‌کنند، او ادعا می‌کرد که دلیل چنین پاپوشی این است که او اسرار سیاسی بسیار مهم و سرنوشت سازی را می‌داند که منجر به رسوایی آنها خواهد شد.

## زندگی‌نامه
پروین بابی در رشتهٔ ادبیات و هنر مدرک فوق لیسانس خود را دریافت کرد. بابی نخستین بازی خود را در فیلمی به نام «چاریتیرا» در سال ۱۹۷۳ هنگامی که هنوز دانشجوی دانشگاه احمدآباد بود، آغاز کرد. هرچند این فیلم چندان پرمشتری از آب درنیامد، ولی توجه فیلم سازان را به چهره و ظاهر غیر قراردادی و غربگرایانه بابی جلب کرد و در نتیجه وی به اجرای ده‌ها نقش اصلی در فیلمهای هندی موفق شد. بابی برای اجرای خوب، نقشهایی به همراهی آمیتا پاچان، در فیلمهایی نظیر «دیوار»، «مجبور» و شهرت بی‌اندازه ای کسب کرد. در سال ۱۹۷۲ وی در جلد مجله آمریکایی «تایمز» به عنوان چهره ای مدرن از زن هندی ظاهر شد و به بالاترین میزان شهرت خود در اوایل سالهای ۱۹۸۰ رسید. هنگامی که دوره کامیابیهای بابی در سینما به سرانجام رسید، وی دیگر در محافل اجتماعی کمتر ظاهر شد و عملاً گوشه نشینی اختیار کرد. پلیس روز شنبه پس از آن که همسایگانش خبر دادند در خانه بابی در دو روز اخیر باز نشده بود، وارد خانه او شد و او را مرده یافت.

## مرگ
جسد پروین در سال ۲۰۰۵ میلادی در آپارتمانش در شهر بمبئی پیدا شد. نظریات و شایعات بسیاری پیرامون مرگ مرموز او شکل گرفت، گفته می‌شود که او در سالهای پایانی عمر خود به بیماری آلزایمر مبتلا شده، گروهی او را مبتلا به "جنون خودبزرگ بینی " می‌دانستند. پزشکان می‌گفتند او خود را تا پای مرگ گرسنگی داده‌است و گروهی نظریهٔ خودکشی بر اثر اسکیزوفرنی را مطرح می‌کردند، گفته می‌شود که او بر اثر بیماری دیابت و نارسایی کلیوی از دنیا رفته‌است، و گروهی نیز بر این باور بودند که پروین بابی بر اثر یک توطئهٔ از پیش طراحی شده به قتل رسیده‌است.

## گزیده فیلم‌شناسی
فهرست برخی از فیلم‌هایی که پروین بابی در آنها به ایفای نقش پرداخته‌است:
- مجبور
- تریمورتی
- آمر اکبر آنتونی
- دیوار
- نمک حلال
- رضیه سلطان
- مانگال پاندی
- بزرگ
- خوددار
- میهن‌پرست
- کالیا
- عظمت
- دو و دوتا پنج
- شوهر
- سنگ سیاه
- رضیه سلطان
- بهترین دوست
- طلای نقره‌ای
- قطار سوزان
- به صدای من گوش کن
- انقلاب
- ستمگر
- جواهرات رنگارنگ
- شوهر، همسر و اون
- آشانتی
- مرد پولدار مرد فقیر
- ارائه
- آویناش
- گلوله
- سرباز دزد
- پلیس دزد